# 공기펌프자리
공기펌프자리(Antlia Constellation)는 프랑스 천문학자 니콜라이 루이 드 라카유가 1763년에 만들어진 별자리이다. 매우 어두운 별로 구성되어 있는데, 국제천문연맹에서 현대의 88개 별자리로 채택하였다. 북쪽으로부터 바다뱀자리, 나침반자리, 아르고호의 돛자리, 센타우루스자리에 둘러싸여 있다.
이 별자리는 대한민국 남부 지방에서 볼 수 있다.

## 특징
다른 신생 별자리들과 마찬가지로, 이 별자리도 밝은 별이 없어서 눈에 잘 띄지 않는다.
이 별자리에서 가장 밝은 별인 공기펌프자리 알파(α)별의 겉보기 등급이 4.25등성인데, 이는 현대 88 별자리의 가장 밝은 별들 중 가장 어두운 것이다.

## 별과 천체
- NGC 2997: 지구 기준으로 45° 기울어진 Sc형 나선 은하
- 공기펌프자리 왜소은하: 겉보기 밝기 16.2등급의 작은 왜소은하. 국부은하군에 속한다. '공기펌프자리의 난쟁이(Atlia dwarft)'라고도 한다. 1999년에 발견되었으며 NGC 3109와 조석력으로 상호작용하고 있다고 여겨진다.
- 공기펌프자리 은하단: 260개의 은하가 모여 있는 은하단이다.
- 공기펌프자리 제타(ζ)별: 쌍안경으로 보면 6등성 쌍성으로 보이지만, 실제로는 삼중성이다. 소형 망원경으로 보면 쌍성 중 밝은 별 역시 쌍성이라는 걸 알 수 있다. 세 별은 모두 370광년 거리에 있다.[1]

## 역사

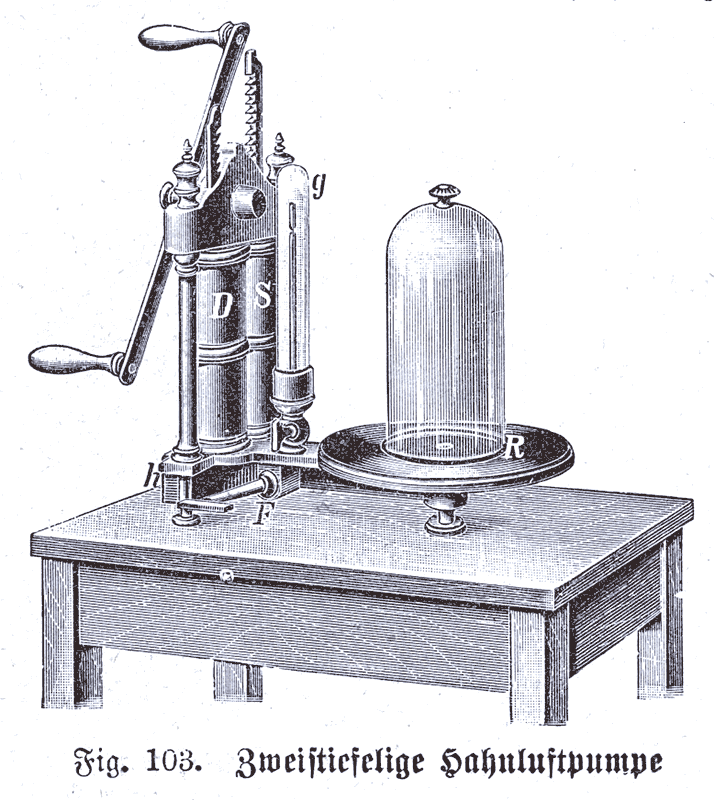
진공펌프

프랑스의 천문학자 라카유(Abbé Nicolas Louis de Lacaille)는 남쪽 하늘의 별자리가 없는 영역을 메우기 위해 14개의 새로운 별자리를 만들었는데, 그 중 하나가 이 공기펌프 자리이다. 원래는 'Antlia pneumatica'라는 이름이 붙여졌는데, 이는 프랑스 물리학자인 데니스 파핀(Denis Papin)이 발명한 공기펌프를 기념한 것이었다.
라카유가 전통 대로 신화로부터 별자리 이름을 붙이지 않고 대부분을 과학 기구에서 따왔기 때문에 공기펌프에는 관련된 신화가 없다.